# Itzan Escamilla
Itzan Escamilla est un acteur espagnol, né le 31 octobre 1997 à Madrid en Espagne.
Il est notamment connu pour son rôle de Samuel García Domínguez dans la série télévisée espagnole, Élite sur Netflix.

## Biographie

### Jeunesse et formation
Itzan Escamilla est né à Madrid en Espagne, de parents du monde de l'art et du divertissement. Sa mère est une mannequin espagnole et son père a produit des programmes télévisés sur les chaînes de télévision espagnole. Il a étudié le théâtre durant 6 ans sous la direction de Cristina Rota à Madrid.

### Carrière
Il joue en 2016 dans la deuxième saison de la série télévisée espagnole Víctor Ros (es) dans laquelle il incarne Joan, c'est ce premier rôle qui le fait connaître en Espagne. Il signe par la suite dans des séries comme Centro médico (es), Seis hermanas et El final del camino (es).
En 2017, il fait une brève apparition dans le rôle de Simón Bolívar  dans la série de fiction historique Le Ministère du temps sur la chaîne espagnole La 1. La même année, il prête ses traits au jeune Francisco dans la série à succès Les Demoiselles du téléphone de Netflix. Il décide ensuite de faire une pause dans sa carrière pour se consacrer aux écoles préparatoires. 
En 2018, il monte sur les planches et conquiert le public aux côtés de Malena Alterio et Belén Cuesta dans la pièce de théâtre Los universos paralelos du dramaturge américain David Lindsay-Abaire (en). 

Logo de la série Élite.

En avril 2018, il rejoint le casting principal de la série Élite de Netflix dans le rôle de Samuel García Domínguez, un adolescent qui reçoit une bourse pour rejoindre une école prestigieuse après que son école se soit effondrée aux côtés de Jaime Lorente, Miguel Bernardeau, Miguel Herrán, Ester Expósito, Danna Paola,. La série créée par Darío Madrona et Carlos Montero est diffusée depuis le 5 octobre 2018 sur Netflix.
En 2020, il sera à l'affiche du film Planeta 5000 de Carlos Val .

## Filmographie

### Film
- 2020 : Planeta 5000 de Carlos Val : Sergio (post-production)

### Série télévisée
- 2016 : Seis hermanas : Gorilla (1 épisode)
- 2016 : Centro médico (es) (1 épisode)
- 2016 : Víctor Ros (es) : Juan (7 épisodes)
- 2017 : El final del camino (es) : Gonzalo (2 épisodes)
- 2017 : Le Ministère du temps : Simón Bolívar
- 2017 : Les Demoiselles du téléphone : Francisco Gomez, jeune (3 épisodes)
- 2018-2022 : Élite : Samuel García Domínguez (rôle principal)
- 2020 : Idhun : Jack (voix)

## Voix françaises
En France
- Dimitri Rougeul
  - Élite (série télévisée)